# Aourèma (Kombori)
Pour les articles homonymes, voir Aourèma.
Aourèma est une commune située dans le département de Kombori de la province de Kossi au Burkina Faso.